# The Heart is a Lonely Hunter
The Heart is a Lonely Hunter (em português: O coração é um caçador solitário) é o livro de estreia da autora estadunidense Carson McCullers; ela tinha 23 anos no momento da publicação. Fala sobre um homem surdo que não fala chamado John Singer e as pessoas que ele encontra em uma pequena cidade dos EUA na década de 1930. O livro foi lançado no Brasil pela editora Companhia das Letras em 2007.

## Resumo
O livro começa focando no relacionamento de dois amigos, John Singer e Spiros Antonapoulous. Ambos são descritos como surdos e vivem juntos há muitos anos. Há nuances homossexuais em sua amizade íntima, apesar de nada ser explicitado. Antonopoulous torna-se doente mental, rejeitando as tentativas de intervenção de Singer e é internado em um hospício em Chicago. Sozinho, singer se muda para outra moradia.

## Recepção
À época do lançamento, o livro foi uma sensação literária e chegou aos topos das listas de best-sellers. Este seria o primeiro dos livros de McCullers a dar voz aos rejeitados, esquecidos e oprimidos.

## Adaptações
Uma adaptação foi feita em 1968, com Alan Arkin, Sondra Locke e Cicely Tyson.
Uma adaptação para os palcos estreou em 30 de março de 2005, no Alliance Theatre em Atlanta, EUA. A peça, adaptada por Rebecca Gilman, foi dirigida por Doug Hughes.
O artista britânico Joe Simpson referiu-se ao livro de McCullers' em seu quadro 'The Heart Is A Lonely Hunter' in 2014.  A pintura representa dois personagens lendo o livro no underground de Londres. Consta em sua série de pinturas 'London'.
A banda estadunidense The Anniversary lançou uma música chamada The heart is a lonely hunter em seu álbum Designing a Nervous Breakdown do ano 2000, com letra baseada no livro homônimo.